# Aïgoun

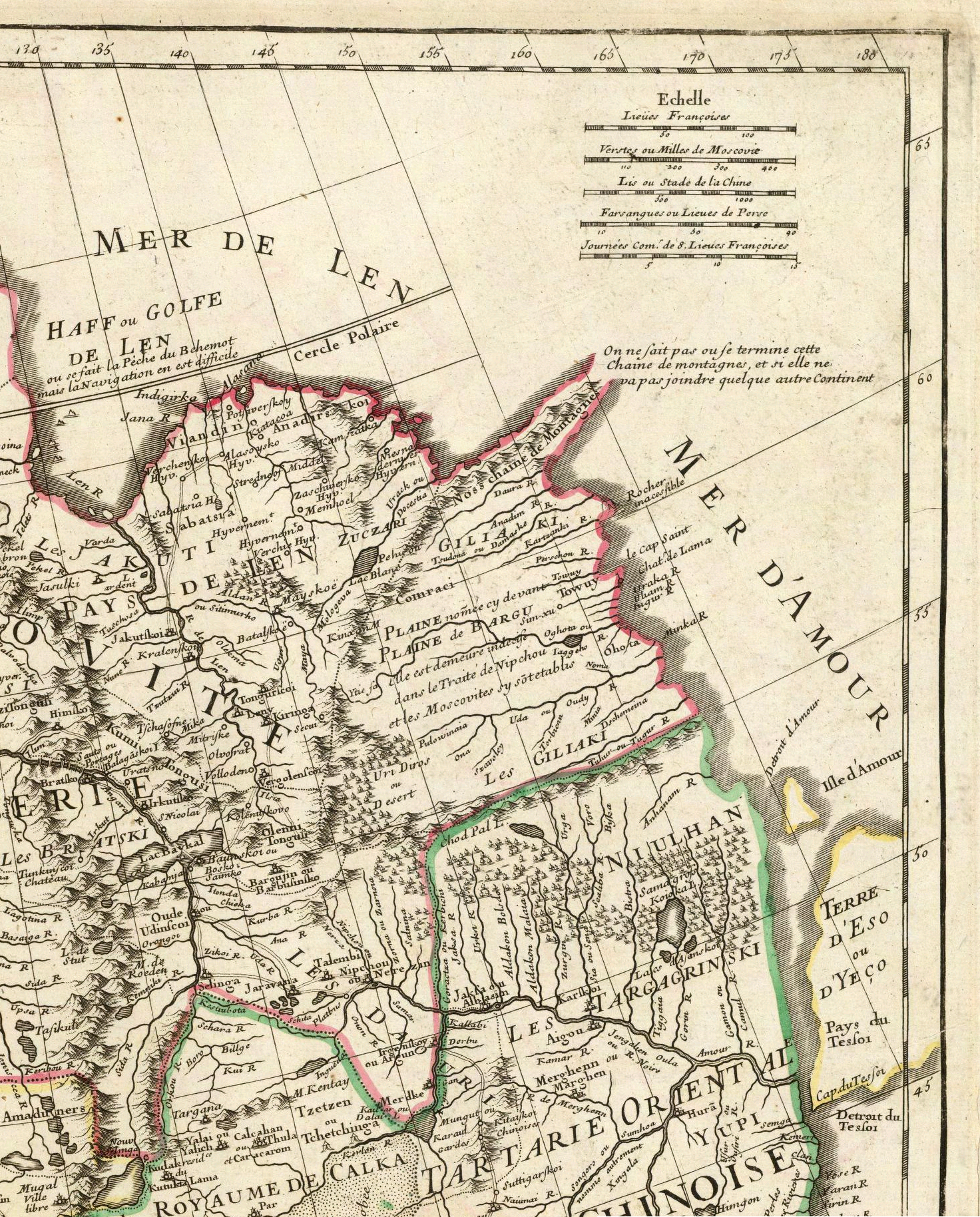
Aigou (Aïgoun) est représentée comme l'une des rares villes de l'Amour et l'un des lieux les plus importants de la région sur une carte de Guillaume Delisle de 1706.

Aïgoun ou Aigun (chinois simplifié : 瑷珲 ; chinois traditionnel : 璦琿 ; pinyin : Ài Hún ; mandchou : ᠠᡳ᠌ᡥᡡᠨ aihūn ; russe : Айгунь, romanisé : Aigun) était un bourg chinois historique du nord de la Mandchourie, situé sur la rive droite de l'Amour, à environ 30 kilomètres au sud (en aval) de la zone urbaine centrale de Heihe (qui se trouve de l'autre côté de l'Amour, à l’embouchure de la rivière Zeïa et de Blagovechtchensk).
Le nom chinois de la ville, qui signifie littéralement « Jade brillant », était une translittération du nom mandchou (ou ducher (en)) de la ville. La prononciation actuelle en chinois continental, Ài Huī, ne reflète pas cette interprétation, contrairement à la prononciation taïwanaise qui suit toujours l'ancienne prononciation nationale, Ài Hún.
Aujourd'hui, l'ancienne ville d'Aïgoun s'appelle Aihui (ᠠᡳ᠌ᡥᡡᠨ 
ᡥᠣᡨᠣᠨ aihūn hoton) et fait partie du district d'Aihui, lui-même rattaché à la ville-préfecture de Heihe. Heihe est l'une des principales villes de la province du Heilongjiang.

## Histoire
Aïgoun était une ville du peuple autochtone Ducher de la vallée de l'Amour, située sur la rive gauche (nord-est, aujourd'hui russe) du fleuve Amour. Le site de cette ville, dont le nom fut rapporté par l'explorateur russe Ierofeï Khabarov sous le nom d'Aytyun (Айтюн) en 1652, est actuellement connu des archéologues sous le nom de Grodekovo (Гродековское городище), d'après le village voisin de Grodekovo. On pense qu'elle était peuplée depuis la fin du Ier millénaire ou le début du IIe millénaire apr. J.-C..
Certaines sources font état d'une présence chinoise sur le cours moyen de l'Amour : un fort existait à Aïgoun pendant une vingtaine d'années, à l'époque Yongle, sur la rive gauche (nord-ouest) de l'Amour, en aval de l'embouchure de la rivière Zeïa. Cet Aïgoun de la dynastie Ming était situé sur la rive opposée à celui plus récent, déplacé sous la dynastie Qing.

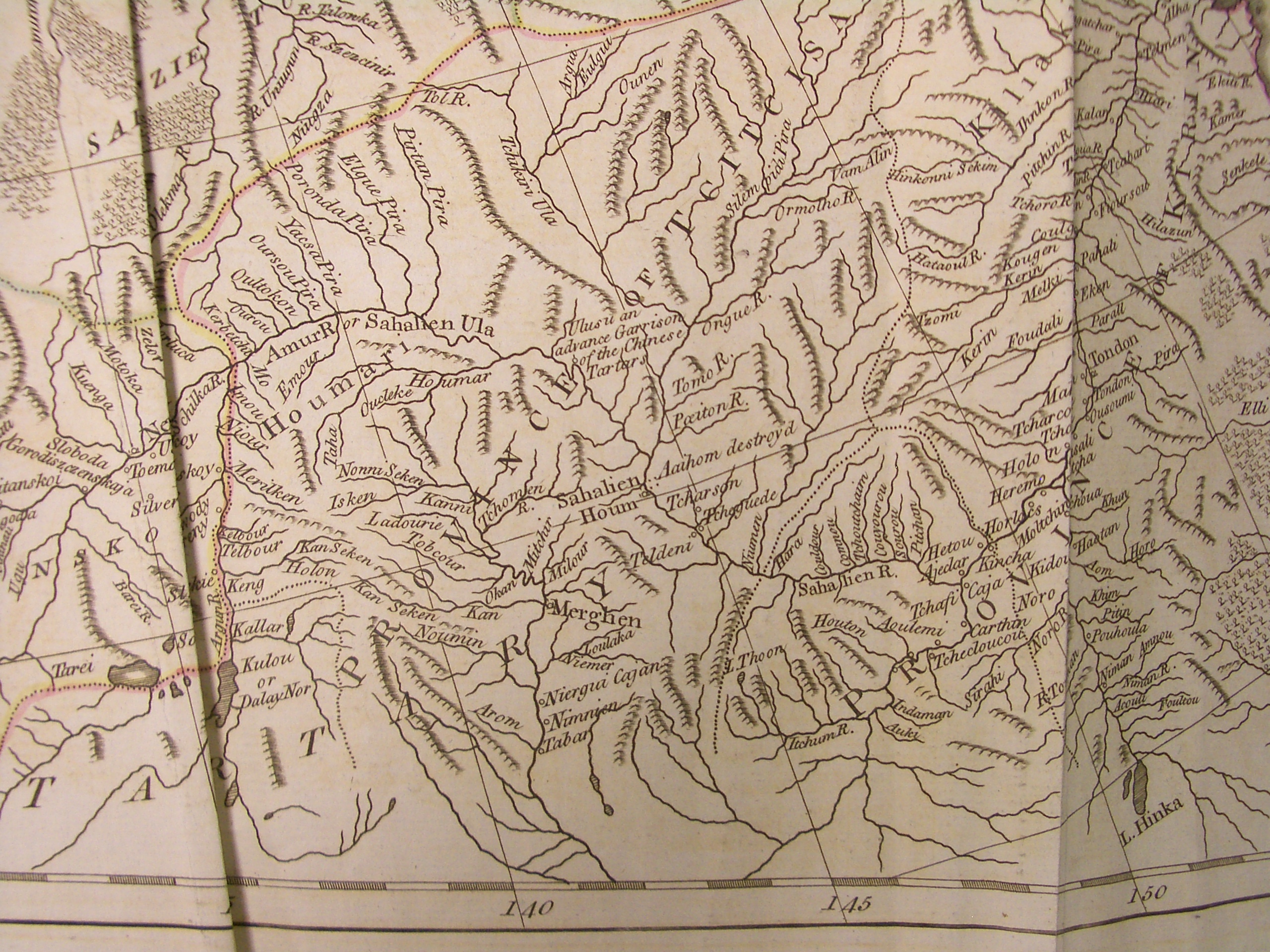
Aaihom (détruit) représenté sur la carte de 1773 en face de Sahalien Hotun, d'après la carte de Jean-Baptiste Bourguignon d'Anville de 1734.

La ville fut probablement abandonnée lorsque les Duchers furent évacués par la dynastie Qing, d'origine mandchoue, vers le Sungari ou le Hurka au milieu des années 1650. En 1683-1685, les Mandchous réutilisèrent le site comme base pour leur campagne contre le fort russe d'Albazin.
Après la prise d'Albazin en 1685 ou 1686, les Mandchous déménagèrent la ville sur un nouveau site, sur la rive droite (sud-ouest) de l'Amour, à environ 4,8 kilomètres en aval du site d'origine,. Le nouveau site occupait l'emplacement de l'ancien village d'un chef daourien nommé Tolga. La ville fut principalement connue sous son nom mandchou Saghalien Ula Hotun ou Hoton (ᠰᠠᡥᠠᠯᡳᠶᠠᠨ
ᡠᠯᠠ
ᡥᠣᡨᠣᠨ Sahaliyan Ula Hoton), et parfois aussi sous sa traduction chinoise, Heilongjiang Cheng (黑龍江城). Ces deux noms signifient « ville de la Rivière Noire », mais au XIXe siècle, le nom « Aigun » redevint courant dans les langues occidentales.
Pendant plusieurs années après 1683, Aïgoun servit de capitale (siège du gouverneur militaire) de la province du Heilongjiang, jusqu'à son transfert à Nenjiang (Mergen) en 1690, puis à Qiqihar. Aïgoun demeura cependant le siège du lieutenant-général adjoint (Fu dutong), responsable d'un vaste district couvrant une grande partie de la vallée de l'Amour, dans la province du Heilongjiang telle qu'elle existait alors.
Dans le cadre d'un programme cartographique sino-français national, Aïgoun (ou plutôt Saghalien Ula hoton) fut visitée vers 1709 par les jésuites Jean-Baptiste Régis, Pierre Jartoux et Xavier Ehrenbert Fridelli (en), qui y découvrirent une ville bien défendue, servant de base à une flotte mandchoue contrôlant la région du fleuve Amour. Entourée de nombreux villages sur la plaine fertile du fleuve, la ville était bien approvisionnée en denrées alimentaires.

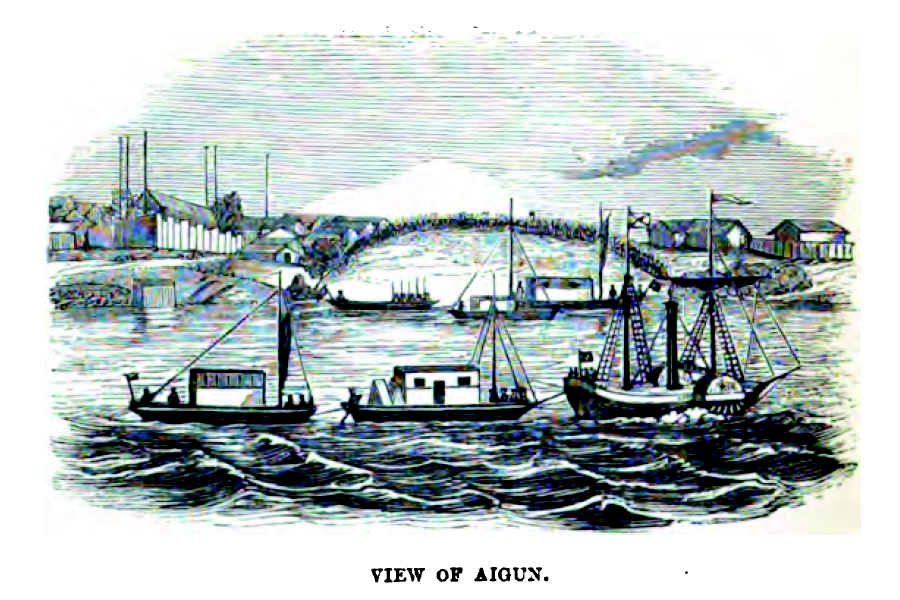
La flotte de Nikolaï Mouraviov au large d'Aïgoun en 1854.

C'est à Aïgoun, en mai 1858, que Nikolaï Mouraviov conclut le traité d'Aïgoun, aux termes duquel la rive gauche de l'Amour était concédée à la Russie.
Pendant la révolte des Boxers de 1900, Aïgoun fut pendant quelques semaines le centre d'une action militaire dirigée contre les Russes. Le 22 juillet 1900, Aïgoun fut prise par les troupes russes.
En 1913, Aïgoun devint le chef-lieu du nouveau comté d'Aïgoun (瑷珲县, Àihuī Xiàn), rebaptisé comté d'Aihui (爱辉县, Àihuī Xiàn, la prononciation demeurant inchangée) en décembre 1956.
Les Mandchous de Pékin, la capitale chinoise (aujourd'hui Beijing), étaient influencés par le dialecte chinois parlé dans la région, au point qu'il leur était difficile de prononcer les sons mandchous. Ils prononçaient donc le mandchou selon la phonétique chinoise. À l'inverse, les Mandchous d'Aïgoun pouvaient prononcer correctement les sons mandchous et imiter la prononciation sinisée des Mandchous de Pékin, car ils avaient appris la prononciation pékinoise soit en étudiant à Pékin, soit auprès de fonctionnaires envoyés à Aïgoun depuis la capitale. Ils pouvaient ainsi les distinguer grâce à la prononciation pékinoise d'influence chinoise pour démontrer leur niveau d'éducation ou leur statut social supérieur.
Le 15 novembre 1980, la ville de Heihe a été créée et le 6 juin 1983, le comté d'Aihui a été aboli et fusionné avec la ville de Heihe.

## Commémoration
Il existe un certain nombre de sites historiques dans la ville actuelle d'Aihui (à 30 km au sud du centre-ville de Heihe) liés à l'Aïgoun historique. Ils comprennent la ville antique d'Aihui (瑷珲古城), le jardin des défenseurs héroïques d'Aihui de la patrie (瑷珲卫国英雄园, Àihui Wèiguó Yīngxióng Yuán) et le musée de l'histoire d'Aihui (瑷珲历史陈列馆, Àihuī Lìshǐ Chénliè Guǎn).